# Hadwig von Sachsen

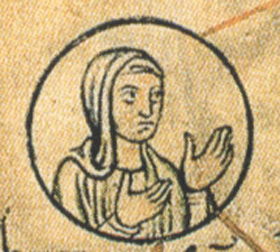
Hadwig von Sachsen

Hadwig von Sachsen, Herzogin von Franzien (* zwischen 914 und 920; † 959) war eine Tochter des ostfränkischen Königs Heinrich I. und seiner zweiten Gemahlin Mathilde, Schwester von Kaiser Otto I., und die Mutter von Hugo Capet, dem Begründer der Kapetinger.
Hadwig war jünger als Otto (* 912) und ihre Schwester Gerberga und älter als ihre Brüder Heinrich (* 921) und Brun (* 925). 937 oder 938 wurde sie mit Hugo dem Großen, Herzog von Franzien, vermählt. Die Hochzeit mit Hugo dem Großen führte zum Bündnis von Attigny. Es ist unklar, von welcher Seite aus die Initiative zur Eheschließung kam. Die Heirat war jedoch ein politisches Mittel, um Hugo von Franzien an den ostfränkischen König zu binden. Auf diese Weise sollte die Gefahr für Lothringen abgewendet werden. Ihr Sohn Hugo Capet, der 987 französischer König wurde, kam um 940 zur Welt. Weitere Söhne sind Odo (von 956 bis 965 Herzog von Burgund) und Odo-Heinrich (von 965 bis 1001 Herzog von Burgund). Genau wie ihre Schwester vertrat Hadwig vor allem die politische Interessen ihres Sohnes und nicht die ihrer Brüder.
Beim Tod Hugos des Großen 956 war ihr Sohn Hugo Capet noch nicht volljährig, deshalb übernahm ihr Bruder Brun die Vormundschaft. Brun hatte bereits 954 die Vormundschaft für seinen Neffen Lothar, den Sohn seiner Schwester Gerberga, übernommen und bekam dadurch eine sehr einflussreiche Stellung in Frankreich.